# Svitjaz
Svitjaz (ukrainsk: Сві́тязь; hviderussisk: Свіцязь; polsk: Świtaź; russisk: Свитязь) er den dybeste sø i Ukraine med en maksimal dybde på 58,4 m. Det er den næststørste i landet. Svitiaz er en af Sjatskyjsøerne, som ligger i Polesien (Volyn oblast) i det yderste nordvestlige hjørne af Ukraine, tæt på grænserne til Polen og Hviderusland. Søen er en del af Sjatskyj Nationalpark (Shatsky rajon, Volyn Oblast). Midt i søen ligger 7 hektar stor ø. Søen optager et areal på 25,2 km², den gennemsnitlige dybde er 6,9 m., vandets gennemsigtighed til 8 m. Søens længde er 9,3 km. Den største bredde er 8 km. Søens volumen er 180 mio. km³.
Søen bliver varm om sommeren, og dens rene vand og sandbund gør den til et meget populært turiststed.